# ハイス・スマル
ハイス・スマル（Gijs Smal、1997年8月31日 - ）は、オランダ・北ホラント州デ・ライプ出身のサッカー選手。フェイエノールト所属。ポジションはDF。

## 経歴
FCフォレンダムで2017年にトップチームデビューを果たし、2019-20シーズンにはエールステ・ディヴィジでリーグ戦28試合6得点10アシストを記録した。
2020年6月26日、FCトゥウェンテと3年契約を交わした。
2024年5月31日、フェイエノールトに4年契約で移籍した。